# 10044 Squyres
A 10044 Squyres (ideiglenes jelöléssel 1985 RU) a Naprendszer kisbolygóövében található aszteroida. Carolyn Shoemaker és Eugene Merle Shoemaker fedezte fel 1985. szeptember 15-én.